# Danae (Tiziano Napoli)
Danae è un dipinto a olio su tela (120×172 cm) realizzato nel 1545 da Tiziano Vecellio e conservato nel Museo nazionale di Capodimonte di Napoli.

## Ascendenze e discendenze

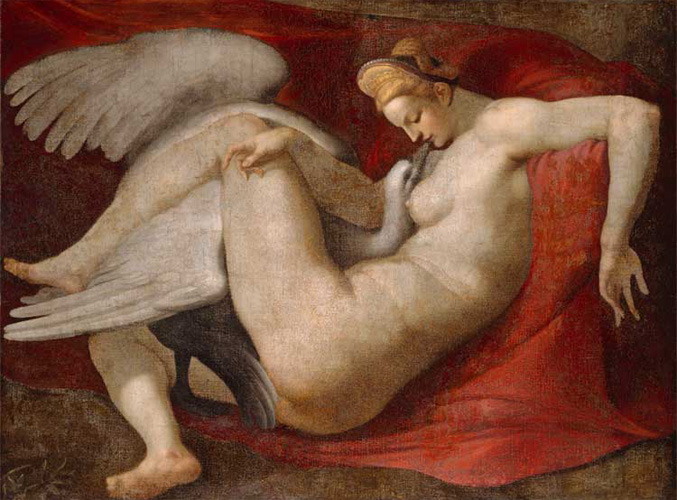
Leda, copia del XVI secolo dell'originale perduto di Michelangelo, 1530 ca, olio su tela, 105.4 x 141, Londra, National Gallery

La postura della Danae, con un braccio vicino al corpo e l'altro piegato lontano, richiama in modo chiaro la Leda di Michelangelo – dipinto ormai perduto e di cui rimangono solo copie ed incisioni – che sembra essere il primo modello della tela. In questa composizione è presente un Cupido che impedisce alla nutrice di raccogliere la pioggia per impedire la fecondazione. L'opera era sicuramente nota a Tiziano grazie a una copia portata a Venezia da Vasari nel 1541.
Un altro modello michelangiolesco è sicuramente la Notte, eseguita per la tomba di Giuliano de' Medici duca di Nemours nella Sagrestia Nuova a Firenze nel 1531. Si noti, in entrambe le opere, la postura frontale della parte superiore del tronco, con le gambe invece quasi di profilo.

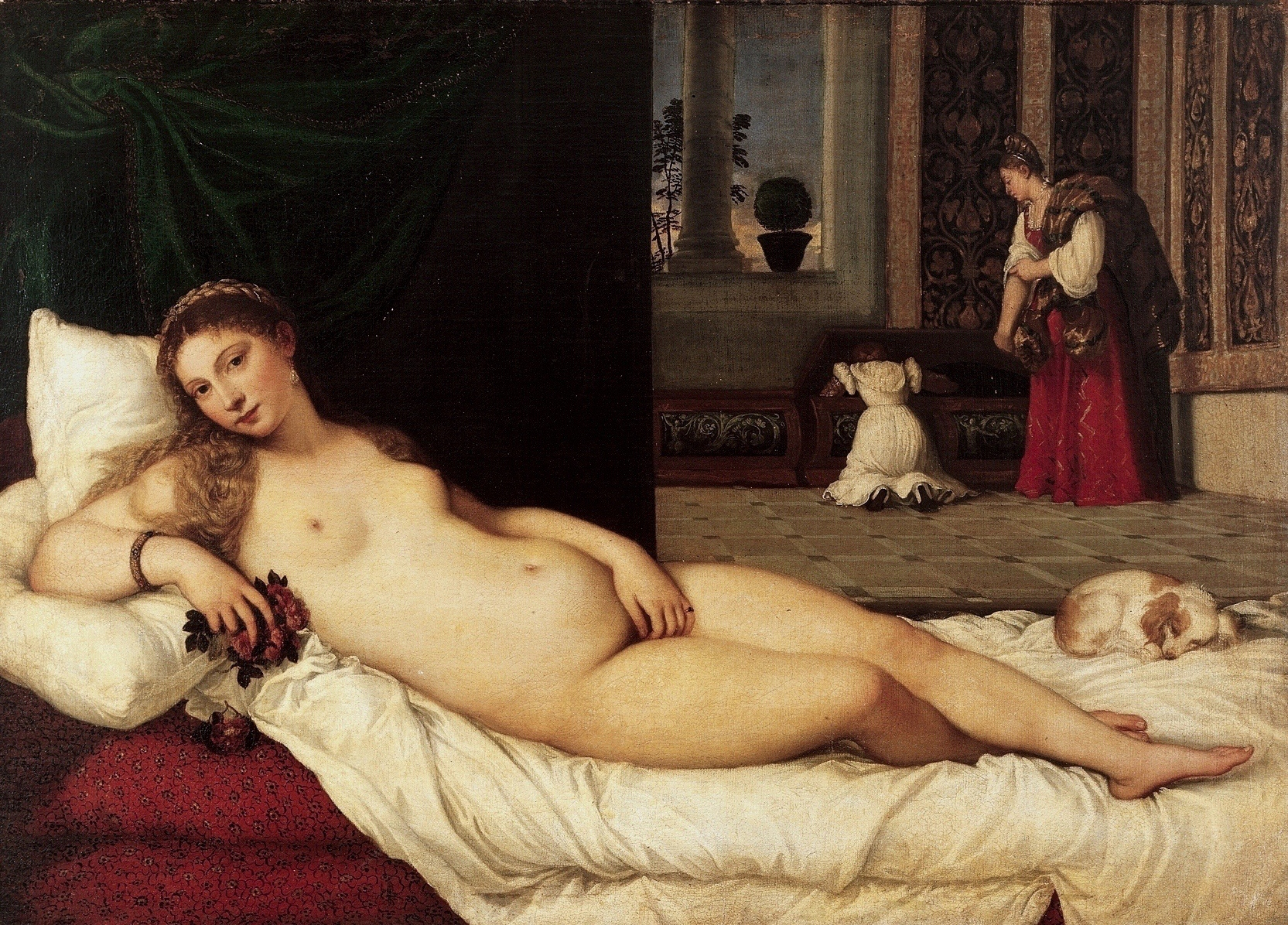
Tiziano Vecellio, Venere di Urbino, 1538, Olio su tela, 119 × 165, Firenze, Galleria degli Uffizi

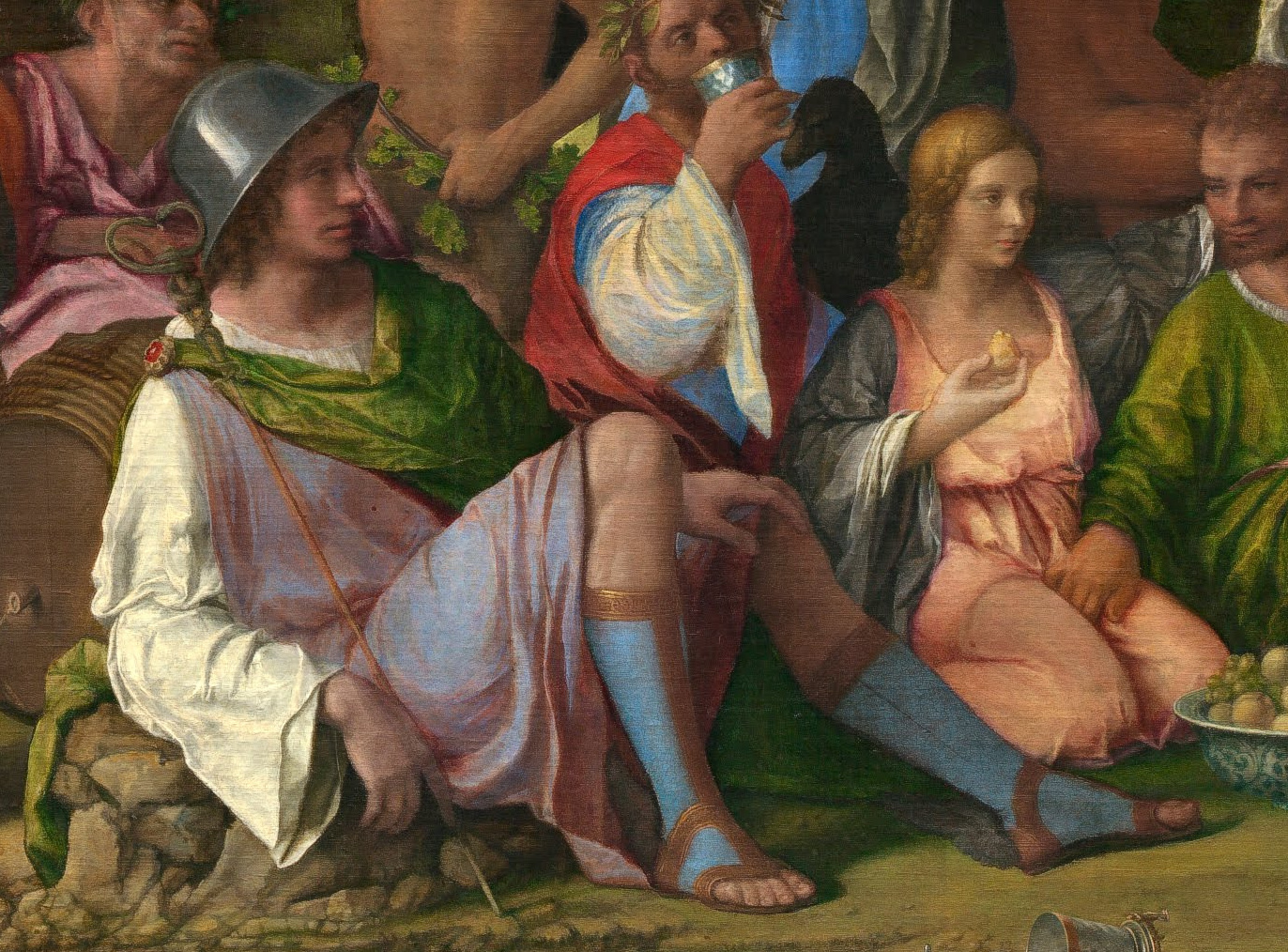
Giovanni Bellini, Il festino degli dei (part.), 1514, Olio su tela, 170 × 188, Washington, National Gallery of Art

Altri modelli del dipinto, sono la Venere di Urbino e il nudo in primo piano del Baccanale degli Andrii dello stesso Tiziano, la Venere di Dresda di Giorgione, la figura di Mercurio ne Il festino degli dei di Bellini e opere contemporanee di stesso soggetto, come la Danae di Correggio.
In seguito ritroveremo il tonalismo di Tiziano, coi suoi delicati giochi di luce, nello stesso soggetto trattato da Rembrandt e in uno simile da Van Dyck.
Dall'opera, comunque, Tiziano trasse un cartone che utilizzò per almeno ben sei versioni, dato il gran successo che ebbe il quadro, giudicato eroticamente molto stimolante: la Danae veniva replicata ogni volta con piccole varianti, ora col Cupido ora con la custode, ora con la pioggia, ora con lampi e fulmini, ora col cagnolino ora senza, ora col lenzuolo, ora senza. Ogni cliente riceveva così una diversa versione. Dopo questa di Roma oggi a Napoli fu la volta di Filippo II (versione al Prado), poi una versione che nel Seicento apparteneva al Cardinale Montalto e poi donata all'Imperatore Rodolfo II (oggi a Vienna); un'altra si trova a San Pietroburgo, e così via.

## Storia

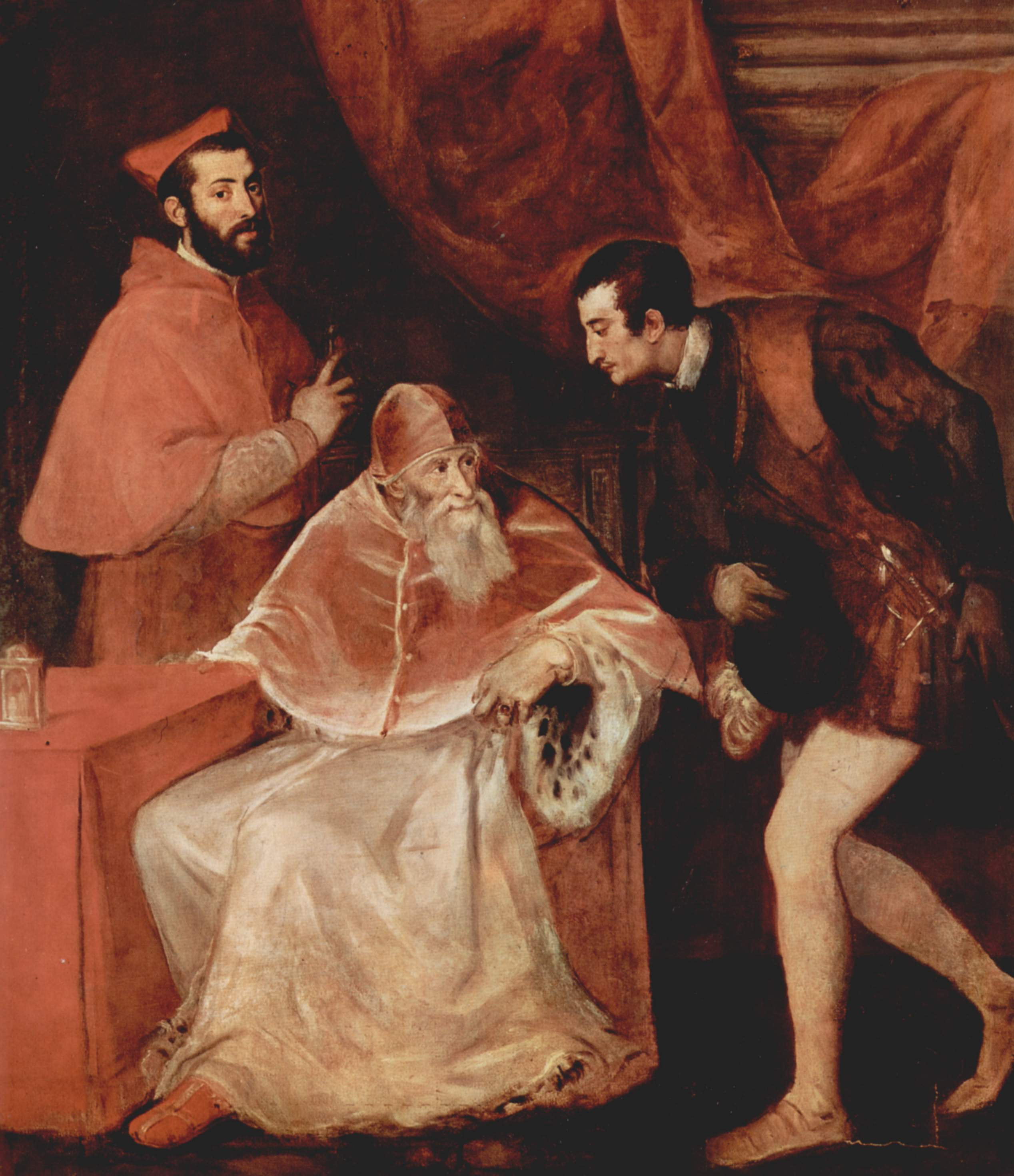
Tiziano Vecellio, Paolo III con i nipoti, 1546, Olio su tela, 210 x 176, Napoli, Museo nazionale di Capodimonte

La forte carica erotica del dipinto aveva fatto attribuire per lungo tempo la commissione del dipinto a Ottavio Farnese. L'opera, cioè, sarebbe da considerare una raffigurazione erotica, creata per il diletto di un giovane principe.
Altri critici propendono oggi per l'attribuzione della commissione ad Alessandro Farnese. Il ritrovamento del carteggio del 1544 del nunzio papale, Monsignor Giovanni Della Casa, indirizzato al cardinale Farnese, sembra non lasciar dubbi: Tiziano, scriveva Monsignor Della Casa «...lha presso che fornita, per commession di Vostra Signoria Reverendissima, una nuda che faria venir il diavolo addosso al cardinale San Sylvestro...». Al confronto di questa "nuda", continua Della Casa, «quella che Vostra Signoria Reverendissima vide in Pesaro nelle camere de' l Signor duca d' Urbino è una teatina appresso a questa».
Della Casa continua nella lettera aggiungendo che il Farnese aveva mandato a Tiziano una miniatura che raffigurava la cognata della signora Camilla perché ne facesse il ritratto. Ma il pittore aveva avuto l'idea folgorante: applicare la testa della cognata sul corpo della "nuda". Secondo Monsignor Della Casa, dunque, la Danae non sarebbe altro che il ritratto nudo dell'amante del Farnese, tale Angela, cognata appunto di Camilla Pisana, celebre cortigiana dell'epoca.
Comunque sia, sicuramente il quadro è stato iniziato da Tiziano nel 1544 a Venezia e terminato a Roma nel 1545 – 1546. A Roma Tiziano viene alloggiato al palazzo del Belvedere e gli vien dato Vasari come guida. Gira infatti la città, visita i monumenti, lavora nello studio che gli viene assegnato. Qui un giorno arriva Michelangelo che vede «in un quadro che allora aveva condotto, una femina ignuda figurata per una Danae, che aveva in grembo Giove trasformato in pioggia d'oro e molto, come si fa in presenza, gliene lodarono». In privato, tuttavia espresse serie riserve, riportate da Vasari: «il Buonarruoto lo comendò assai, dicendo che molto gli piaceva il colorito suo e la maniera, ma che era un peccato che a Vinezia non s'imparasse da principio a disegnare bene e che non avessono quei pittori il miglior modo nello studio». Soprattutto Michelangelo nota alcune imperfezioni della gamba, certo che se Tiziano avesse «disegnato assai e studiato cose scelte, antiche o moderne» avrebbe saputo «aiutare le cose che si ritranno dal vivo dando quella grazia e perfezione, che dà l'arte fuori dell'ordine della natura, la quale fa ordinariamente alcune parti che non sono belle». Si comprende quale fosse il rapporto tra gli artisti all'epoca e perché Tiziano abbia voluto con insistenza riprendere tanti motivi michelangioleschi.
In seguito il quadro fu trasferito a Parma, nel palazzo della Pilotta, dove risulta negli inventari. Come tutta la collezione Farnese, fu ereditato da Carlo III di Borbone e trasportato a Capodimonte. Durante la rivoluzione del 1799 fu trasferito a Palermo insieme al Paolo III con i nipoti e al Paolo III a capo scoperto. Tornato a Napoli con la restaurazione fu conservato nel "Gabinetto delle cose oscene".
Trafugato dai nazisti durante la II guerra mondiale, fu ritrovato in una miniera di Salisburgo e riportato a Napoli dopo la fine del conflitto nel 1947.

## Stile
Il singolare ingravidamento di Danae, figlia di Acrisio, re di Argo, da parte di Giove trasformato in pioggia d'oro, è stato rappresentato da più artisti nel corso del Quattro-Cinquecento. Lo stesso Tiziano esegue nel corso degli anni più versioni di questo stesso soggetto. In questa redazione napoletana, la prima in ordine cronologico, dipinge una Danae in completo abbandono e soddisfazione.
L'esame a raggi X del quadro ha rivelato due elementi che fanno riflettere: il primo è la mancanza di disegno al di sotto della pittura. Già Michelangelo aveva notato, come detto prima, l'assenza di disegno e di chiaroscuro e la magnificenza del colore. L'esclusione di disegno preparatorio dà alla pittura una connotazione coloristica molto particolare, quasi impressionistica.
Il secondo elemento rivelato dai raggi X è che esiste, al di sotto di quella visibile, una primitiva composizione con cassoni e domestici, con un esplicito richiamo, quindi, alla Venere di Urbino; il pittore ha poi modificato l'ambiente perché evidentemente troppo domestico per la rappresentazione di un mito altamente erotico e sensuale come quello di Danae.
Lo sguardo è rivolto verso l'alto, avvolto in un'ombra compiacente; il corpo è languido, rilasciato, le gambe, benché coperte da un lembo, sono aperte a ricevere la pioggia fecondante; l'emozione di Danae è tradita dalle pieghe del letto, le cui lenzuola tormenta con la mano destra: in questa versione la principessa di Argo si dona a Giove per amore, come è testimoniato anche dalla presenza del Cupido, di chiara derivazione classica. Non è l'oro che seduce Danae, dunque, ma un reale sentimento erotico.
Le pennellate sono morbide e sfatte, come spesso in Tiziano; il pittore supera, con quest'opera, la troppa sottolineatura della plasticità dei corpi, come nei lavori precedenti, per approdare ad uno stile libero e coloristicamente puro, di cui volle dare dimostrazione proprio nella Roma michelangiolesca. Infatti «... se Tiziano e Michiel Angelo fussero un corpo solo, over al disegno di Michiel Angelo aggiontovi il colore di Tiziano, se gli potrebbe dir lo dio della pittura, sì come parimenti dono anco dèi propri...».

## Altre versioni

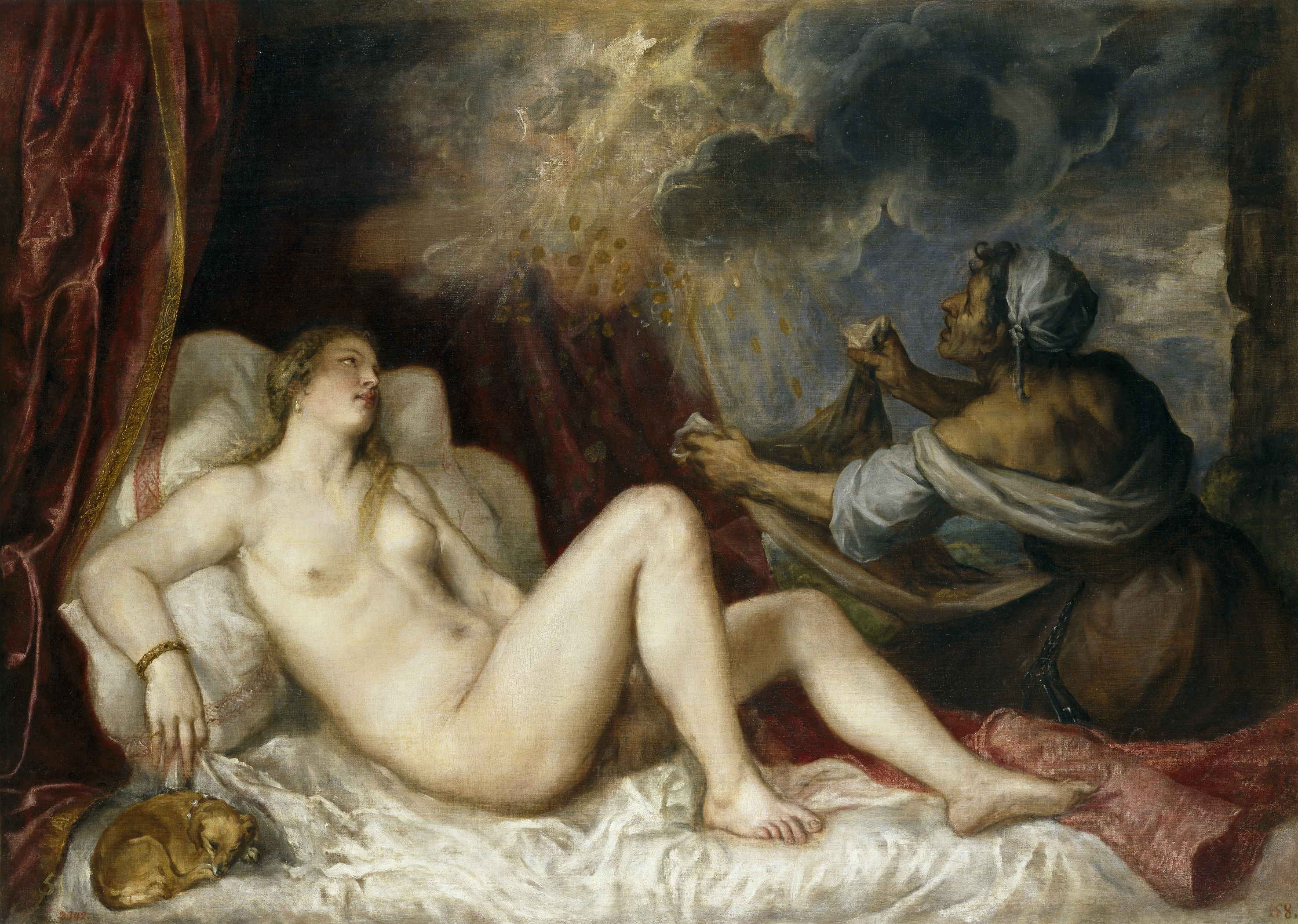
Tiziano Vecellio, Danae (1553) - Madrid, Museo del Prado
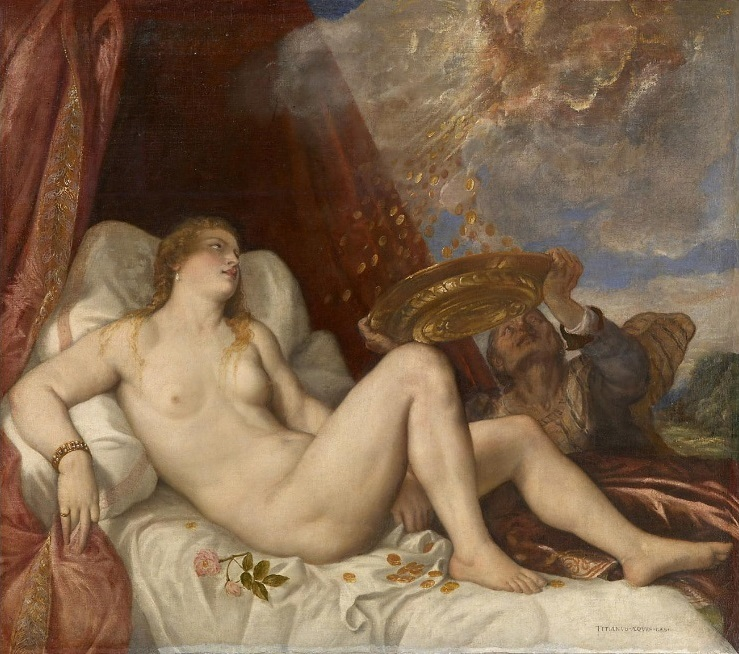
Tiziano Vecellio, Danae (1554 ca) - Vienna, Kunsthistorisches Museum
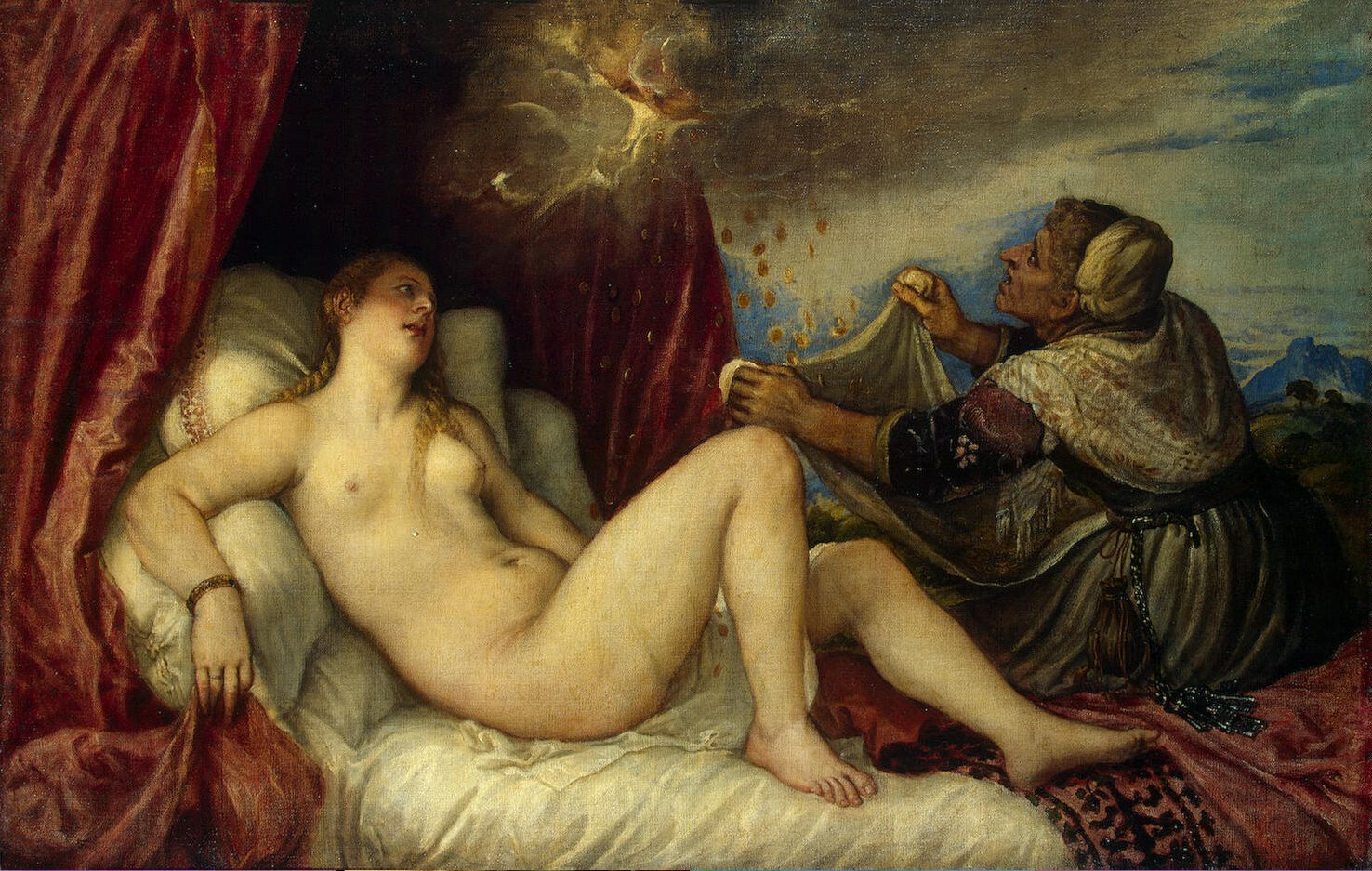
Tiziano Vecellio, Danae (1554 ca) - San Pietroburgo, Ermitage

E ancora:
- Danae, New York, Collezione Gollovin
- Danae, New York, Collezione Hickox